# Wilfrid Hyde-White
Wilfrid Hyde-White (n. 12 mai 1903, Bourton-on-the-Water⁠(d), Cotswold, Anglia, Regatul Unit al Marii Britanii și Irlandei – d. 6 mai 1991, Los Angeles, California, SUA) a fost un actor englez de film.

## Filmografie
- 1934 Josser on the Farm
- 1935 Admirals All
- 1935 Alibi Inn
- 1936 Murder by rope
- 1936 Rembrandt
- 1936 The Scarab Murder Case
- 1937 Elephant Boy
- 1937 Bulldog Drummond at Bay
- 1937 Change for a Sovereign
- 1938 Murder in the Family
- 1938 Meet Mr. Penny
- 1938 The Claydon Treasure Mystery
- 1938 I've Got a Horse
- 1938 Keep Smiling
- 1939 Over the Moon
- 1939 Poison Pen
- 1939 The Lambeth Walk

- 1940 The Briggs Family
- 1941 Turned Out Nice Again
- 1942 Asking for Trouble
- 1942 Lady from Lisbon
- 1943 The Demi-Paradise
- 1946 Night Boat to Dublin
- 1946 A Voice in the Night
- 1946 Appointment with Crime
- 1947 The Ghosts of Berkeley Square
- 1947 Meet Me at Dawn
- 1947 While the Sun Shines
- 1948 The Winslow Boy
- 1948 Quartet
- 1948 My Brother Jonathan
- 1948 Bond Street
- 1948 My Brother's Keeper
- 1949 The Passionate Friends
- 1949 The Bad Lord Byron
- 1949 Britannia Mews
- 1949 That Dangerous Age
- 1949 Helter Skelter
- 1949 Conspirator
- 1949 The Man on the Eiffel Tower
- 1949 Adam and Evelyne
- 1949 Al treilea om (The Third Man), regia Carol Reed

- 1950 Golden Salamander
- 1950 The Angel with the Trumpet
- 1950 Last Holiday
- 1950 Trio
- 1950 The Mudlark
- 1950 Highly Dangerous
- 1950 Midnight Episode
- 1951 No Highway
- 1951 Blackmailed
- 1951 Mister Drake's Duck
- 1951 The Browning Version
- 1952 Mr. Denning Drives North
- 1952 Outcast of the Islands
- 1952 The Card
- 1952 Top Secret
- 1953 The Story of Gilbert and Sullivan
- 1953 The Triangle
- 1954 Bancnota de 1.000.000 lire sterline (The Million Pound Note), regia Ronald Neame
- 1954 The Rainbow Jacket
- 1954 Betrayed
- 1954 Duel in the Jungle
- 1954 To Dorothy a Son
- 1955 John and Julie
- 1955 The Adventures of Quentin Durward
- 1955 See How They Run
- 1956 The Silken Affair
- 1956 The March Hare
- 1956 My Teenage Daughter
- 1957 Tarzan and the Lost Safari
- 1957 That Woman Opposite
- 1957 The Vicious Circle
- 1957 The Truth About Women
- 1958 Up the Creek
- 1958 Wonderful Things!
- 1959 The Lady is a Square
- 1959 Carry On Nurse
- 1959 Life in Emergency Ward 10
- 1959 North West Frontier
- 1959 Libel

- 1960 Two-Way Stretch
- 1960 Let's Make Love
- 1961 His and Hers
- 1961 Ada
- 1961 On the Double
- 1961 On the Fiddle
- 1962 Copiii căpitanului Grant (In Search of the Castaways), regia Robert Stevenson : Lordul Glenarvan
- 1962 Crooks Anonymous
- 1962 Aliki My Love
- 1963 The Twilight Zone: Passage on the Lady Anne serial TV
- 1964 My Fair Lady, regia George Cukor
- 1965 John Goldfarb, Please Come Home
- 1965 You Must Be Joking!
- 1965 Zece negri mititei (Ten Little Indians), regia George Pollock
- 1965 The Liquidator
- 1966 Our Man in Marrakesh
- 1966 Chamber of Horrors
- 1966 The Sandwich Man
- 1967 The Million Eyes of Sumuru
- 1968 New Face in Hell
- 1967 Mission: Impossible: Echo of Yesterday (TV)
- 1969 Run a Crooked Mile (TV)
- 1969 The Magic Christian
- 1969 Gaily, Gaily
- 1969 Skullduggery, regia Gordon Douglas

- 1970 Fragment of Fear
- 1974 The Cherry Picker
- 1972 Columbo: Dagger of the Mind
- 1976 Columbo: Last Salute to the Commodore
- 1976 The Great Houdini (film de televiziune)
- 1977 King Solomon's Treasure
- 1978 No Longer Alone
- 1979 A Touch of the Sun
- 1979 The Cat and the Canary

- 1980 Oh, God! Book II
- 1980 Xanadu, regia Robert Greenwald
- 1981 Buck Rogers in the 25th Century (serial TV)
- 1982 The Toy
- 1983 Fanny Hill

## Legături externe
- Wilfrid Hyde-White la Internet Movie Database